# André Gervais (écrivain)
Pour les articles homonymes, voir André Gervais.
 (février 2013).
André Gervais est un poète et essayiste québécois né à Montréal le 16 avril 1947.

## Biographie
André Gervais a étudié à l'Université de Montréal, à l'Université d'Aix-en-Provence, à l'Université de Paris VIII et à l'Université de Sherbrooke où il obtient un doctorat ès lettres en 1979. Il a enseigné la littérature au Cégep de Thetford (1971-1973 et 1977-1984) et à l'Université du Québec à Rimouski (1984-2007).
Depuis 1974, il a publié une dizaine de recueils de poésie dont certains sont parus aux Herbes rouges.
Depuis 1981, il a préparé pour les revues La Nouvelle Barre du jour (Montréal), Voix et Images (Montréal), Urgences (Rimouski), Ellipse (Sherbrooke) et Trois (Laval) l'édition d'une quinzaine de numéros, dossiers d'analyse et collectifs de création.
En 1986, il devient membre du comité de rédaction de la revue Urgences (devenue Tangence en 1992), qu'il a dirigée ensuite de 1989 à 1991 puis codirigée de 1999 à 2007. Il a également été membre du comité de rédaction de la revue Protée (Chicoutimi) de 1994 à 1997. 
Depuis 1991, il a préparé l'édition d'une quinzaine de livres d'auteurs québécois (Gérald Godin, Gilbert Langevin, Émile Nelligan, Pierre Létourneau, Luc Lacourcière, Louky Bersianik) et français (Marcel Duchamp). 
Les deux œuvres sur lesquelles il a le plus travaillé sont, du côté de la littérature (québécoise), celle de Gérald Godin, du côté de l’art (moderne), celle de Marcel Duchamp. 
En 2001, le Salon du livre de Rimouski lui a remis le Prix Arthur-Buies, qui vise à souligner la reconnaissance d'un écrivain de la région pour sa contribution importante à la littérature. 
De novembre 2012 à novembre 2013, on a pu voir, à la Grande Bibliothèque (Montréal), l’exposition Gérald Godin – « Être ou ne poète » dont il est le commissaire côté littéraire et Bertrand Carrière le commissaire côté photographique. Dans le premier volet de l'exposition, autant écrit que visuel (photos d'archives), on dresse un portrait de Godin; dans le deuxième volet, autant sonore que visuel (photos originales), il est fait appel aux voix de Ivy (le slameur) et de D. Kimm (des Filles électriques) pour faire résonner les poèmes de Godin.  
En 2014, André Gervais fait don de son fonds d'archives au centre BAnQ Vieux-Montréal de Bibliothèque et Archives nationales du Québec. Les documents qui le composent (P937) portent notamment sur son travail de recherche, d'analyse littéraire, de création, d'édition et de communication dans divers forums.  

## Œuvres

### Poésie
- Trop plein pollen, fragments lucides, revue Les Herbes rouges, Montréal, no 23, 1974, 24 p.
- Hom storm grom suivi de Pré prisme aire urgence, Montréal, Éd. de l'Aurore [maintenant Éd. Les Herbes rouges], coll. « Lecture en vélocipède », 1975, 89 p.  (ISBN 0885320867)
- L'instance de l'ire, revue Les Herbes rouges, no 56, 1977, 36 p.
- Du muscle astérisque, revue La Nouvelle Barre du jour, Montréal, série « Auteur / e », no 180, 1986, 28 p.  (ISBN 2893140661)
- La nuit se lève, Saint-Lambert, Éd. du Noroît, 1990, 172 p.  (ISBN 2890182193)
- Le poète intervalii dans la variante amoureuse (en collaboration avec Bruno Santerre), livre d’artistes, Montréal, Éd. Roselin, coll. « Coin du banc », 1996,  (ISBN 2921751097)
- Le corps collectionneur, livre collectif autour des œuvres de l’artiste Michel Lagacé, Montréal, Les heures bleues, 2002, 111 p.  (ISBN 2922265145)
- Quand je parle d’elle, Montréal, Québec Amérique, coll. « Mains libres », 2004, 98 p.  (ISBN 2764403798)
- Quatre-vingt et une reprises, Trois-Rivières, Écrits des Forges, et Montreuil-sur-mer (France), Les Écrits du Nord, 2005, 121 p.  (ISBN 2890469212)
- Soit un toit, Trois-Rivières, Écrits des Forges, 2011, 94 p.  (ISBN 2896451854)

### Essais
- La raie alitée d'effets. Apropos of Marcel Duchamp [sur l’œuvre picturale et littéraire], Montréal, Hurtubise HMH, coll. « Brèches », 1984, 438 p.  (ISBN 2890456293)
- Sas [sur la poésie et la chanson québécoises], Montréal, Triptyque, 1994, 289 p.  (ISBN 2890311880)
- Petit glossaire des termes en « texte »(avec la collaboration de Renald Bérubé), Paris - Caen, Lettres modernes Minard, coll. « Archives des lettres modernes, études de critique et d'histoire littéraire », 1998, 180 p.  (ISBN 2256904636)
- Petit glossaire des « cantouques » de Gérald Godin, Québec, Éd. Nota bene, coll. « NB poche », 2000, 168 p.  (ISBN 289518044X)
- C’est. Marcel Duchamp dans « la fantaisie heureuse de l’histoire », Nîmes, Éd. Jacqueline Chambon, coll. « Rayon Art », 2000, 364 p.  (ISBN 2877112233)
- Catalogue des Éditions Parti pris (1964-1984), avant-propos de Gilles Dupuis, Montréal, Nouveaux Cahiers de recherche – 8, CRILCQ – Université de Montréal, 2018, 154 p.  (ISBN 2895185611)
- Rien, dit Johanne Harrelle, sinon que je suis née pour faire plaisir, Montréal, BouquinBec, 2021, 395 p.  (ISBN 9782982002203)

### Édition
- Gérald Godin, Cantouques & Cie, choix de poèmes suivi d'un entretien, édition préparée par A. Gervais, Montréal, Éd. de l'Hexagone, coll. « Typo », 1991; édition augmentée, Éd. Typo, 2001; nouvelle édition revue et augmentée, Éd. Typo, 2012.
- Gérald Godin, Écrits et parlés I, édition en deux volumes (1. Culture et 2. Politique) préparée par A. Gervais, Éd. de l'Hexagone, coll. « Itinéraires », 1993.
- Gérald Godin, Les botterlots, [édition préparée par A. Gervais,] Éd. de l’Hexagone, coll. « Poésie », 1993.
- Gérald Godin, Traces pour une autobiographie. Écrits et parlés II, édition préparée par A. Gervais, Éd. de l'Hexagone, coll. « Itinéraires », 1994.
- Georges Charbonnier, Entretiens avec Marcel Duchamp, [un livre (transcription et établissement des notes par A. Gervais) et deux CD], Marseille, André Dimanche Éd., 1994.
- Gérald Godin, Tendres et emportés, récit et nouvelles, édition préparée par A. Gervais, Outremont, Lanctôt éditeur, 1997.
- Gilbert Langevin, La voix que j'ai, chansons choisies, recueil préparé par A. Gervais, préface de Dan Bigras, Montréal, VLB éditeur, coll. « Chansons et monologues », 1997.
- Emblématiques de l’« époque du joual ». Jacques Renaud, Gérald Godin, Michel Tremblay, Yvon Deschamps, dans A. Gervais (sous la dir. de), Lanctôt éditeur, 2000.
- Gérald Godin, Ils ne demandaient qu’à brûler, poèmes 1960-1993, édition [1987] revue et augmentée par A. Gervais, préface de Réjean Ducharme, Éd. de l'Hexagone, coll. « Rétrospectives », 2001.
- Émile Nelligan, Œuvres complètes II. Poèmes et textes d’asile 1904-1941, édition critique de Jacques Michon [1991] revue, corrigée et augmentée par A. Gervais avec la collaboration de J. Michon, Montréal, BQ, 2006.
- Marcel Duchamp, Lettres sur l’art et ses alentours 1916-1956, réunies et annotées par A. Gervais, Paris, L’Échoppe, 2006.
  - En espagnol : Cartas sobre el arte 1916-1956 seguido de El acto creativo, traduction de Viviana Narotzky, Barcelone, Editorial Elba, 2010.
  - En roumain : Scrisori despre artӑ şi locurile sale învecinate 1916-1956, traduction de Vasile Robciuc, dans Les Cahiers Tristan Tzara. Publication internationale pour l’étude des Avant-Gardes contemporaines, ouvrage conçu et réalisé par Vasile Robciuc, Moineşti (Roumanie), tome II, vol. XV-XVII, nos 61-86, 2010, p. 860-877.
- Pierre Létourneau, J’aimerais bien qu’on te chante, paroles choisies 1960-2006, édition préparée par A. Gervais, préface de Stéphane Venne, VLB éditeur, coll. « Chansons et monologues », 2006.
- Luc Lacourcière, Essais sur Émile Nelligan et sur la chanson populaire, édition préparée par A. Gervais, Montréal, Fides, 2009.
- Louky Bersianik, L’écriture, c’est les cris. Entretiens avec France Théoret, édition préparée et annotée par A. Gervais, Montréal, Éd. du Remue-ménage, 2014.

### Articles et chapitres de livres collectifs (depuis 2000)
- “Nothing Literary in the Accepted Sense”, dans Francis Naumann (sous la dir. de), First encounters with Marcel Duchamp, dossier de The Brooklyn Rail, Brooklyn (New York), octobre 2022, s. p.
- « Godin, Gérald » et « Lacourcière, Luc », dans Josée Vincent et Marie-Pier Luneau (sous la dir. de), Dictionnaire historique des gens du livre au Québec, Montréal, PUM, 2022, p. 355-357 et 427-429.
- « Le chansonnier et la boîte à chansons », dans Jean-Nicolas De Surmont (sous la dir. de), La chanson comme berceau de l'identité québécoise. Mélanges en l'honneur de Bruno Roy, Drummondville, Les Éd. du Québécois, 2022, p. 195-226.
- « Qu’y a-t-il entre l’artiste et le moine ? Dada. À propos de Marcel Duchamp et François Rabelais », L’Année rabelaisienne, Paris, n° 4, 2020, p. 349-362.
- « Le parti pris de la bouffonnerie : “Les Joes de l’arène” (1964) de Gérald Godin », dans Gilles Dupuis, Karim Larose, Frédéric Rondeau et Robert Schwartzwald (sous la dir. de), Avec ou sans Parti pris. Le legs d'une revue, Montréal. Éd. Nota bene, 2018, p. 385-405.
- « Fountain. De la recherche à la petite histoire, vite », Inter, art actuel, Québec, no 127, automne 2017, p. 49-51.
- « Correspondance de Gilles Groulx sur Québec…? (inédite) », Nouvelles vues. Revue sur les pratiques et les théories du cinéma au Québec, Québec, no 15, hiver 2013-2014 (numéro mis en ligne sur le site de l’Université Laval en septembre 2014).
- « Marcel Duchamp imprécis et maghané », Les Cahiers du Musée national d'art moderne, Paris, no 128, été 2014, p. 24-39.
- « De quelques harmoniques, de 1919 à 1921 et inversement » (sur Marcel Duchamp), Les Cahiers Tristan Tzara. Publication internationale pour l’étude des Avant-Gardes contemporaines, Moineşti (Roumanie), tome IV, chapitre IX, 2013, p. 698-702. (Ce bref article est dans un ouvrage de 987 pages, conçu et réalisé par Vasile Robciuc, qui contient les tomes III & IV, vol. XVIII-XXIII, n(os) 60 [sic : 87]-105 des Cahiers Tristan Tzara.)
- « Joseph-Charles Taché poète », dans Julien Goyette et Claude La Charité avec la collaboration de Catherine Broué (sous la dir. de), Joseph-Charles Taché polygraphe, Québec, Presses de l’Université Laval, coll. « Cultures québécoises », 2013, p. 153-164.
- « Une chanson de… », Eidôlon, Bordeaux, no 94 (Chanson et intertextualité), 2012, p. 65-77. (Préparé par Céline Cecchetto de l’Université Michel de Montaigne Bordeaux 3, ce cahier du Laboratoire pluridisciplinaire de recherches sur l’imaginaire appliquées à la littérature (LAPRIL) réunit 28 études.)
- « La love de Louise Desjardins ou De la grande importance de la culture populaire », dans Louis Hébert et Lucie Guillemette (sous la dir. de), Performances et objets culturels. Nouvelles perspectives, Québec, Presses de l’Université Laval, coll. « Vie des signes », série « Actes », 2010 [sic : 2011], p. 425-439.
- « Marche et démarche, œuvres et méta-œuvres de Roch Plante », dans Marie-Andrée Beaudet, Élisabeth Haghebaert et Élisabeth Nardout-Lafarge (sous la dir. de), Présences de Ducharme, Québec, Éd. Nota bene, coll. « Convergences », 2009, p. 309-328.
- « De l’intertextualité » et « Comment un poème déplace la “vérité” de l’histoire du monde. Intertexte et interdiscours chez José-Maria de Heredia et Gérald Godin », dans Louis Hébert et Lucie Guillemette (sous la dir. de), Intertextualité, interdiscursivité et intermédialité, Québec, Presses de l’Université Laval, coll. « Vie des signes », série « Actes », 2009, p. 52-59 et 95-115.
- « De l’importance du verbal chez Marcel Duchamp » et « Hommage à Jean Suquet (1928-2007) », Retour d’y voir, Genève, n(os) 1 et 2, novembre 2008, p. 32-61 et 62-68.
- « Pourquoi et comment enseigner la poésie », dans Vincent Charles Lambert (sous la dir. de), Leçons du poème, Cahiers du Centre Hector-De Saint-Denys-Garneau, n° II, Éd. Nota bene, 2008, p. 83-87.
- « “L’inscription anglaise”: de tous les sens », dans Louis Hébert (sous la dir. de), Le plaisir des sens. Euphories et dysphories des signes, Presses de l’Université Laval, coll. « Vie des signes », série « Actes », 2005, p. 211-220.
- « Pour une chronologie des aphorismes de Marcel Duchamp publiés entre 1920 et 1940 », Les Cahiers Tristan Tzara, Moineşti (Roumanie), vol. III-IV, n° 5-12, 2005, p. 197-203.
- « L’inventeur du temps gratuit, de Robert Lebel, “portrait imaginaire” de Marcel Duchamp », dans Lucie Guillemette et Louis Hébert (sous la dir. de), Signes des temps. Temps et temporalités des signes, Presses de l’Université Laval, coll. « Vie des signes », série « Actes », 2005, p. 267-288.
- « Un nom, un livre », « D’un nom toujours vivant à un livre posthume » et « Chansonnographie », dans Yvan Roy (sous la dir. de), Nelligan à Cacouna, Cacouna (Québec), EPIK, 2004, p. 83, 84 et 161-165.
- « Qu’y a-t-il entre un nez et un œil ? Une oreille », Visio, Québec, vol. 8, n° 3-4, automne 2003-hiver 2004, p. 47-50 (sur Victor Obsatz et Marcel Duchamp).
- « D’une apostrophe. Lecture d’“Alberts ou la vengeance”, nouvelle de Gérald Godin », Tangence, Rimouski, n° 72, été 2003, p. 127-145.
- « Percéennes (André Breton, Claude Gauthier, Gaston Miron) », L’Estuaire. Revue d’histoire des pays de l’estuaire du Saint-Laurent, Rimouski, vol. XXVI, n° 1, janvier 2003, p. 14-17.
- « Les cendres bleues. Du rapport d’un “Poème érotique” et d’un “Poème policier” », Tangence, n° 70, automne 2002, p. 87-109 (sur Jean-Paul Daoust).
- « En deux petites suites, une sorte de portrait de Marcel Duchamp », Le Cahier du Refuge, Centre international de poésie Marseille, octobre 2002, p. 8-28.
- « Plus de 200 néologismes (lexicaux, sémantiques, poétiques, etc.) de Marcel Duchamp », Fin, Paris, n° 12, avril 2002, p. 1-11.
- “Two Nuggets from the Spanish Days” (traduction par Sarah Skinner Kilborne) et « Deux morceaux de la filière hispanophone », Tout-Fait. The Marcel Duchamp Studies Online Journal, New York, vol. 2, no 4, janvier 2002.
- « Le jeu de la vérité du faux et du fautif », Word & Image, Philadelphie (États-Unis) et Basingbroke (Royaume-Uni), vol. 17, no 3, juillet-septembre 2001, p. 199-207 (sur Marcel Duchamp).
- « Détails d’Étant donnés… », Les Cahiers du Musée national d'art moderne, Paris, n° 75, printemps 2001, p. 82-97 (sur Marcel Duchamp).
- “Marcel Duchamp and Literature” (traduction par Sarah Skinner Kilborne) et « Marcel Duchamp et la littérature » (bibliographie), Tout-Fait. The Marcel Duchamp Studies Online Journal, New York, vol. 1, no 3, décembre 2000.
- « Avant-propos », « Chronologie politique et culturelle des années soixante au Québec » et « Propos sans fin », dans André Gervais (sous la dir. de), Emblématiques de l’« époque du joual ». Jacques Renaud, Gérald Godin, Michel Tremblay, Yvon Deschamps, Outremont, Lanctôt éditeur, 2000, p. 7-8, 27-65 et 193-194.
- « De l’article au poème, quand ça resurgit » et « Appendice. Gérald Godin : paroles et musique (1965-1983) », dans Louise Beaudry, Robert Comeau et Guy Lachapelle (sous la dir. de), Gérald Godin, un poète en politique, Montréal, Éd. de l’Hexagone, 2000, p. 35-42 et 137-151.

## Prix et honneurs
- 2013 - Membre d’honneur de l’UNEQ[6]
- 2001 - Prix Arthur-Buies[3] du Salon du livre de Rimouski